# بخش ریورا
بخش ریورا (به لاتین: Rivera Department) یکی از بخش‌های اروگوئه است. بخش ریورا ۱۰۳٬۴۹۳ نفر جمعیت دارد.